# C/2000 OF8 (Spacewatch)
C/2000 OF8 (Spacewatch) — одна з довгоперіодичних гіперболічних комет. Ця комета була відкрита 24 липня 2000 року; вона мала 21.3m на час відкриття.